# Коупаскер
Ко́упаскер (исл. Kópasker; от kópar — щенки тюленя, бельки и sker — шхера) — деревня в общине Нордюртинг на северо-востоке Исландии.

## История
Как населённый пункт Коупаскер возник в 1912 г. на месте основанной в 80-е гг. XIX века фактории.
В январе 1976 г. был частично разрушен и эвакуирован после землетрясения магнитудой 6,5, получившего название Коупаскерского.

## География
Коупаскер располагается на полуострове Мельраккасльетта на восточном берегу Эхсар-фьорда. В 35 км к северо-востоку находится мыс Хрёйнхабнартаунги и одноимённый маяк — крайняя северная точка острова Исландия, лежащая в 800 м от Северного полярного круга.

### Климат
Коупаскер — одно из самых холодных поселений в Исландии. Деревня и окрестности находятся в зоне полярного климата (ET по классификации Кёппена) с долгой, холодной зимой и коротким прохладным летом. В течение всего года над местностью господствуют сильные северо-восточные ветры.
| Показатель                 | Янв. | Фев. | Март | Апр. | Май | Июнь | Июль | Авг. | Сен. | Окт. | Нояб. | Дек. | Год  |
| -------------------------- | ---- | ---- | ---- | ---- | --- | ---- | ---- | ---- | ---- | ---- | ----- | ---- | ---- |
| Средний максимум, °C       | 1,1  | 1,2  | 1,4  | 3,5  | 6,8 | 9,9  | 11,5 | 11,4 | 8,8  | 5,6  | 2,8   | 1,5  | 5,5  |
| Средний минимум, °C        | −5   | −4,9 | −4,7 | −2,9 | 0,4 | 3,5  | 5,3  | 5,3  | 3,2  | 0,4  | −2,7  | −4,6 | −0,6 |
| Норма осадков, мм          | 77   | 59   | 65   | 49   | 32  | 38   | 50   | 62   | 72   | 87   | 78    | 76   | 741  |
| Источник: climate-data.org |      |      |      |      |     |      |      |      |      |      |       |      |      |

## Экономика
После истощения морепродуктовых ресурсов в Ахсар-фьорде и последовавшего за этим закрытия цеха переработки креветок в 2003 г. главным работодателем деревни остаётся мясоперабатывающий завод Фьядлаламб (исл. Fjallalamb).